# Підматриця
Підматриця — це матриця, яку утворюють вибором певних рядків і колонок більшої матриці. Наприклад
{\displaystyle \mathbf {A} ={\begin{bmatrix}a_{11}&a_{12}&a_{13}&a_{14}\\a_{21}&a_{22}&a_{23}&a_{24}\\a_{31}&a_{32}&a_{33}&a_{34}\end{bmatrix}}.}
Тоді
{\displaystyle \mathbf {A} [1,2;1,3,4]={\begin{bmatrix}a_{11}&a_{13}&a_{14}\\a_{21}&a_{23}&a_{24}\end{bmatrix}}}
є підматрицею A, що створена з рядків 1,2 і колонок 1,3,4. Ця підматриця також може бути позначена як A(3;2), що означає що вона утворена шляхом видалення рядка 3 і колонки 2.
Обидва методи є поширеними, але жоден з них не є стандартним для позначення підматриці.
Відповідна концепція у теорії детермінантів називається мінором. Мінор — детермінант квадратної підматриці.